# Битва при Ель-Обейді
Битва при Ель-Обейді — битва між англо-єгипетськими силами під командуванням Вільяма Хікса і махдистськими повстанцями Мухаммеда Ахмеда (Махді) на рівнині неподалік міста Ель-Обейд 3-5 листопада 1883 року.

## Передісторія
У 1881 році махдистські повстанці почали формувати нові загони в Кордофані і Дарфурі. Єгипетська влада відправили близько 4 тисяч солдатів для витіснення повстанців з регіону, але вони потрапили в засідку недалеко від Ель-Обейда і були знищені. Сили Махді стрімко множилися, і в 1883 році британські джерела оцінювали їх в 200 тисяч воїнів, хоча ця цифра напевно була завищена.
Єгипетський губернатор Рауф-паша вирішив, що єдиним рішенням кризи є силове придушення повстання, і, всупереч порадам своїх британських помічників, почав формувати армію. Він найняв ряд європейських офіцерів і поставив їх під командування Вільяма «Біллі» Хікса, відставного британського полковника, який мав досвід боїв в Індії і Абісинії. Сили Хікса складалися в основному з єгипетських солдатів, звільнених з в'язниць після повстання Ораби-паші. Ці солдати фактично були вислані в Судан, відповідно, не виявляли старанності у військовій службі. Загони Хікса спочатку базувалися у Хартумі. 29 квітня вони виявили невеликі групи махдистів поруч з фортом Кава, на Нілі й без особливих проблем розгромили їх. Схожі сутички траплялися протягом найближчих декількох тижнів.
Пізніше протягом літа 1883 року єгипетське командування дізналося, що сам Махді осадив Ель-Обейд, невелике містечко, зайняте єгиптянами кілька років тому і на той момент було столицею Кордофана. Рауф-паша вирішив захистити місто і, незважаючи на небажання Хікса, наказав армії висуватися в 200-мильну експедицію на Ель-Обейд.

## Битва
Кордофанська експедиція складалася з приблизно 8000 єгипетських солдатів, 1000 кавалеристів, 100 племінних нерегулярних бійців і 2000 ополченців. Вони везли за собою величезний обоз на 5000 верблюдів, з розрахунку на 50 днів шляху, а також не менше десяти гармат, чотири польові гармати Круппа і шість кулеметів. До початку експедиції Ель-Обейд вже був захоплений, але операція була продовжена з метою виручити загони Шлатін-бея, губернатора Дарфура. Армія Хікса являла собою, за словами Вінстона Черчілля, «можливо, найгіршу армію, яка коли-небудь йшла на війну» — не оплачувана, непідготовлена, недисциплінована, її солдати мали більше спільного зі своїми ворогами, ніж зі співвітчизниками.
Випадково або навмисно, провідники єгиптян завели їх в засідку, і ті виявилися в оточенні. Моральний дух військ Хікса упав остаточно, і єгиптяни почали дезертирувати в масовому порядку. 3 листопада махдисти на чолі з Мухаммадом Ахмадом атакували єгипетську армію. Єгиптяни зайняли оборонні позиції і відбивалися протягом двох днів, перш ніж, нарешті, їх порядки впали. Близько третини єгипетських солдатів здалися в полон і були пізніше звільнені, в той час як всі офіцери були вбиті. Тільки близько 500 єгиптян змогли врятуватися і дістатися до Хартума. Ні Хікса, жодного з його старших офіцерів серед них не виявилося. Вважається, що лише двом або трьом європейцям вдалося вижити. Одним з них був художник-ілюстратор Френк Пауер, які спочатку супроводжував армію, але був повернутий достроково в Хартум через дизентерію.
Після битви махдисти зробили Ель-Обейд базою своїх операцій протягом деякого часу. Їх успіх додав сміливості лідеру племені хадендоа Осману Діньє, який заявив про підтримку повстання на землях узбережжя Червоного моря.